# Kościół Najświętszej Maryi Panny Królowej Polski w Czeremsze (województwo podlaskie)
Kościół Najświętszej Maryi Panny Królowej Polski – rzymskokatolicki kościół parafialny należący do dekanatu Hajnówka diecezji drohiczyńskiej.
Budowa świątyni została rozpoczęta w 1957 roku, w czasie urzędowania księdza Władysława Siekierko, pierwszego proboszcza w Czeremsze. Pracami kierował brat księdza proboszcza inżynier architekt Lucjan Siekierko. Nowy kościół parafialny został poświęcony w dniu 21 września 1958 roku przez księdza prałata Bronisława Kiełbassę, dziekana z Bielska Podlaskiego. Budowla została uroczyście konsekrowana w dniu 21 września 1971 roku, w XVI Niedzielę po Zesłaniu Ducha Świętego, przez księdza Władysława Jędruszuka, administratora apostolskiego diecezji pińskiej. W latach 1986–1989 zostały zamontowane metalowe okna oraz zainstalowano centralne ogrzewanie pod kierownictwem księdza Mariana Wyszkowskiego. W latach 2012–2013 dzięki staraniom księdza kanonika Henryka Kalinowskiego zostały wstawione witraże.